# Чипсет
Чипсет (на английски: chipset) в работата с компютри обикновено означава „набор от специализирани чипове“, седящи на дънната платка или разширителна платка. В персоналните компютри (ПК), базирани на Интел Пентиум архитектурата, терминът засяга често специфична група чипове на дънната платка: Северен Мост (Northbridge) и Южен мост (Southbridge). Северният мост свързва процесора към високоскоростни устройства, особено оперативната памет, графичните контролери, а южният мост се свързва с по-бавната периферия (като PCI или Isa). Най-модерните чипсети съдържат също и интегрирана периферия като например: вграден лан контролер, USB контролер и аудио контролер.

## Производители
Производителите на чипсети са независими от производителите на дънни платки. Примери за производители на чипсети за дънни платки са: Nvidia, ATI, VIA Technologies и Intel.